# Streethawk (singolo)
Streethawk è un noto singolo pubblicato nel 1985 dal gruppo tedesco di musica elettronica, i Tangerine Dream, nonché colonna sonora dell'omonima serie televisiva.

## Il singolo
Il singolo è il tema portante della serie televisiva statunitense "Streethawk", e consiste nella title track dell'album Le Parc. Quest'ultima, infatti, è stata sottotitolata L.A. - Streethawk. Il gruppo ha fornito diverso materiale musicale per questa serie, ma non gli fu permesso di crearne una colonna sonora, anche se aveva collaborato con il regista Michael Mann per Strade violente e La fortezza.
Esistono due diverse versioni di Streethawk, una in 7", un'altra in 12", contenenti brani remixati dall'album Le Parc oppure del precedente singolo Warsaw In The Sun.

## Tracce

### Edizione su vinile a 7"
1. Streethawk - 3:05
2. Tiergarten (Berlin) - 3:18

### Ediz. statunitense su vinile a 12"
1. Streethawk (Radio Remix) - 3:08
2. Streethawk - 3:05
3. Tiergarten (Berlin) - 3:18

### Ediz. spagnola e inglese su vinile a 12"
1. Streethawk - 3:05
2. Tiergarten (Berlin) - 4:28
3. Gaudi Park (Guell Garden Barcelona) - 5:10
4. Warsaw In The Sun (Part One) - 4:47
5. Warsaw In The Sun (Part Two) - 3:00

## Formazione
- Edgar Froese: Sintetizzatori, tastiere.
- Christopher Franke: Sintetizzatori, tastiere, drum machine.
- Johannes Schmoelling: Sintetizzatori, tastiere.

## Fonte
- http://www.voices-in-the-net.de/streethawk.htm